# Heuriger
En heuriger er både betegnelsen for vinen fra dette år eller året før og de kroer i Østrig, som tidligere kun serverede den unge vin. Nu serveres lette måltider til. Heuer betyder i Østrig og Sydtyskland "dette år".

## Musik
På kroerne synger ofte to Heurigensänger, der akkompagner sig selv på guitar og akkordeon. Sangerne går fra bord til bord og forventer drikkepenge for at spille sange på opfordring fra deres begrænsede repertoire af Wienerlieder og wiener schrammelmusik.